# Одесса (Техас)
Одесса, Одеса (англ. Odessa) — місто США, в округах Ектор і Мідленд на південному заході штату Техас. Населення — 114 428 осіб (2020). Населення 118 918 тисяч мешканців (2015 рік). Разом з агломерацією сусіднього міста Мідленд населення становить 266 941 осіб (2009 рік).

## Історія
Місто виникло поблизу збудованої 1881 року станції залізниці «Тексас енд Пасіфік». Назва інвесторамами з Зейнсвілла, штат Огайо,  очолюваними полковником Тілстоном Ф. Спенглером, колоритним правником, була обрана на честь міста Одеса в Україні. Одеса була широковідомим центром пшениці і морським портом, тому ця назва мала би бути синонімом «країни пшениці» в рекламних пропозиціях для фермерів на півночі та середньому заході.
Місто розрослось під час нафтового буму 1929 року, саме в цьому районі Техасу пробурена найглибша нафтова свердловина — до глибин нафтового басейну у шарах порід пермського періоду.

## Географія
Одесса розташована за координатами 31°52′49″ пн. ш. 102°20′36″ зх. д. / 31.88028° пн. ш. 102.34333° зх. д. (31.880378, -102.343406). За даними Бюро перепису населення США 2010 року місто мало площу 109,33 км², з яких 108,66 км² — суходіл та 0,66 км² — водойми. 2017 року площа становила 117,68 км², з яких 117,01 км² — суходіл та 0,67 км² — водойми.

### Клімат
Місто розташоване у зоні, котра характеризується кліматом тропічних степів. Найтепліший місяць — липень, із середньою температурою 27.8 °C (82.1 °F). Найхолодніший місяць — січень, із середньою температурою 6.6 °С (43.9 °F).
| Клімат Одеси            | Клімат Одеси | Клімат Одеси | Клімат Одеси | Клімат Одеси | Клімат Одеси | Клімат Одеси | Клімат Одеси | Клімат Одеси | Клімат Одеси | Клімат Одеси | Клімат Одеси | Клімат Одеси | Клімат Одеси |
| Показник                | Січ.         | Лют.         | Бер.         | Квіт.        | Трав.        | Черв.        | Лип.         | Серп.        | Вер.         | Жовт.        | Лист.        | Груд.        | Рік          |
| Абсолютний максимум, °C | 28,9         | 32,2         | 35           | 40           | 42,2         | 46,7         | 44,4         | 41,7         | 41,7         | 38,3         | 32,2         | 29,4         | 46,7         |
| Середній максимум, °C   | 14,1         | 16,9         | 21,2         | 26,2         | 30,9         | 34,1         | 34,8         | 34,2         | 30,5         | 25,5         | 19,2         | 14,5         | 25,2         |
| Середня температура, °C | 6,6          | 9,2          | 13,1         | 17,9         | 23,1         | 26,8         | 27,8         | 27,3         | 23,6         | 18,2         | 11,6         | 6,9          | 17,7         |
| Середній мінімум, °C    | −0,9         | 1,4          | 5            | 9,6          | 15,3         | 19,6         | 20,9         | 20,4         | 16,7         | 11           | 4            | −0,7         | 10,2         |
| Абсолютний мінімум, °C  | −22,2        | −23,9        | −12,8        | −6,7         | 1,1          | 8,3          | 11,7         | 12,2         | 2,2          | −4,4         | −11,7        | −18,3        | −23,9        |
| Норма опадів, мм        | 15.2         | 17.8         | 15.2         | 17.8         | 43.2         | 45.7         | 45.7         | 45.7         | 48.3         | 43.2         | 17.8         | 15.2         | 370.8        |
| Днів з дощем            | 4            | 4            | 3            | 3            | 6            | 5            | 5            | 6            | 6            | 5            | 3            | 3            | 52           |
| Днів зі снігом          | 1,4          | 0,6          | 0,2          | 0,1          | 0            | 0            | 0            | 0            | 0            | 0,1          | 0,4          | 1            | 3,8          |
| Вологість повітря, %    | 56.2         | 53           | 48.7         | 44.7         | 49.8         | 52.3         | 51.6         | 54.2         | 58.7         | 57.4         | 56.1         | 54.6         | 53.1         |
| ----------------------- | ------------ | ------------ | ------------ | ------------ | ------------ | ------------ | ------------ | ------------ | ------------ | ------------ | ------------ | ------------ | ------------ |
| Джерело: Weatherbase    |              |              |              |              |              |              |              |              |              |              |              |              |              |

## Демографія
Згідно з переписом 2010 року, у місті мешкало 99 940 осіб у 36 608 домогосподарствах у складі 25 173 родин. Густота населення становила 914 осіб/км². Було 39806 помешкань (364/км²).
Расовий склад населення:
| - 75,4 % — білих - 5,7 % — чорних або афроамериканців - 1,1 % — азійців - 1,0 % — корінних американців - 0,1 % — вихідців з тихоокеанських островів - 14,2 % — осіб інших рас |

До двох чи більше рас належало 2,5 %. Частка іспаномовних становила 50,6 % від усіх жителів.
За віковим діапазоном населення розподілялося таким чином: 28,2 % — особи молодші 18 років, 61,0 % — особи у віці 18—64 років, 10,8 % — особи у віці 65 років та старші. Медіана віку мешканця становила 31,6 року. На 100 осіб жіночої статі у місті припадало 96,0 чоловіків; на 100 жінок у віці від 18 років та старших — 92,4 чоловіків також старших 18 років.
Середній дохід на одне домашнє господарство становив 77 182 долари США (медіана — 59 337), а середній дохід на одну сім'ю — 85 681 долар (медіана — 67 125). Медіана доходів становила 52 072 долари для чоловіків та 33 524 долари для жінок. За межею бідності перебувало 12,1 % осіб, у тому числі 15,6 % дітей у віці до 18 років та 9,5 % осіб у віці 65 років та старших.
Цивільне працевлаштоване населення становило 54 075 осіб. Основні галузі зайнятості: освіта, охорона здоров'я та соціальна допомога — 18,2 %, сільське господарство, лісництво, риболовля — 13,6 %, роздрібна торгівля — 12,1 %.

## Освіта
Одеський коледж (Odessa College) і Техаський університет в Пермському басейні (University of Texas of the Permian Basin).

## Культура
Симфонічний оркестр, театри. Серед визначних місць: тривимірна статуя зайця-чорнохвостика (Jackrabbit Statue), Музей президентів (Presidential Museum), парки.

## Згадки у культурі
Багато подій телесеріалу «Герої» проходять у цьому місті.